# Floriana Football Club
Il Floriana Football Club è una società calcistica maltese con sede nella città di Floriana.
Fondato nel 1894, il club milita nella massima divisione del campionato maltese ed è uno dei più titolati del paese, avendo vinto 26 volte il Campionato maltese di calcio (record nazionale, condiviso con lo Sliema Wanderers), 21 volte la Coppa di Malta e 2 volte la Supercoppa di Malta.
Nella stagione 2024-25 ha partecipato alla BOV Premier League, la massima divisione nazionale, nella quale si è piazzato al terzo posto.

## Storia
Il club fu fondato nel 1894 (il secondo tuttora esistente a fare la sua comparsa a Malta) a seguito della penetrazione inglese nell'isola, e fin dagli esordi si è messo in luce come uno dei club di maggior successo del calcio maltese; sua infatti la vittoria nel primo campionato, disputatosi nel 1909-10.
In coabitazione con lo Sliema Wanderers, il Floriana ha di fatto dominato il calcio maltese fino agli anni '70, riuscendo a raggiungere il record (ancora imbattuto) di 4 vittorie consecutive in campionato fra il 1949 ed il 1953. Nella stagione 1961-62 riuscì a vincere il titolo senza perdere nemmeno un incontro, impresa mai più eguagliata.
Dopo il raggiungimento della seconda stella nel 1968 e la vittoria nel campionato 1976-77, si aprì per il club un lungo periodo di appannamento, culminato con la prima storica retrocessione in First Division nel 1985. Subito raggiunta la promozione, la squadra è tornata sulla vetta del calcio maltese con la conquista del double campionato-Coppa di Malta nella stagione 1992-93.
Nel mese di febbraio del 2014 l'italiano Riccardo Gaucci è diventato proprietario del club, restando alla guida della squadra fino all'ottobre 2020. La stagione 2019-20 ha visto il club tornare alla conquista del titolo nazionale, 27 anni dopo l'ultima affermazione, a seguito della decisione presa dal comitato direttivo della Malta Football Association dopo la fine anticipata del campionato.

## Colori e simboli

### Colori
Fra il 1894 ed il 1905 il Floriana adottò una divisa a scacchi rossi e verdi. Gli attuali colori sociali del club (verde e bianco a strisce verticali) furono introdotti a seguito di una amichevole disputata contro i Royal Irish Fusiliers, al tempo dislocati a Floriana. Da questo episodio deriva uno dei primi soprannomi della squadra, Tal-Irish ("irlandesi").

### Simboli ufficiali

#### Stemma
Lo stemma della squadra raffigura un leone, simbolo di Floriana, ripreso dall'emblema del Gran Maestro dell'Ordine di Malta Manoel de Vilhena, alla cui iniziativa si deve la creazione della città. Sormontato da due stelle dorate, rappresentanti il raggiungimento delle 20 vittorie in campionato, riporta il motto latino della squadra Ex ludis virtus.

## Rosa 2022-2023
Aggiornata al 3 marzo 2023.
| N. |                      | Ruolo | Calciatore         |
| -- | -------------------- | ----- | ------------------ |
| 1  | Malta (bandiera)     | P     | Duncan Formosa     |
| 2  | Malta (bandiera)     | D     | Adam Magri Overend |
| 4  | Tunisia (bandiera)   | D     | Oualid El Hasni    |
| 5  | Malta (bandiera)     | D     | Zachary Cassar     |
| 8  | Giamaica (bandiera)  | C     | Kemar Reid         |
| 10 | Argentina (bandiera) | C     | Ulises Arias       |
| 11 | Malta (bandiera)     | C     | James Scicluna     |
| 17 | Malta (bandiera)     | D     | Owen Spiteri       |
| 20 | Argentina (bandiera) | C     | Matías García      |
| 21 | Malta (bandiera)     | A     | Mattia Veselji     |

| N. |                      | Ruolo | Calciatore              |
| -- | -------------------- | ----- | ----------------------- |
| 24 | Italia (bandiera)    | C     | Lorenzo De Grazia       |
| 25 | Italia (bandiera)    | D     | Lorenzo Trillò          |
| 26 | Serbia (bandiera)    | A     | Alen Melunović          |
| 28 | Argentina (bandiera) | D     | Emiliano Callegari      |
| 30 | Malta (bandiera)     | C     | Jan Busuttil            |
| 33 | Bulgaria (bandiera)  | P     | Georgi Kitanov          |
| 40 | Norvegia (bandiera)  | C     | Sindre Osestad          |
| 77 | Malta (bandiera)     | D     | Alejandro Garzia        |
|    | Malta (bandiera)     | A     | Carlo Zammit Lonardelli |

## Palmarès

### Competizioni nazionali
- Campionato maltese: 26

1909-1910, 1911-1912, 1912-13, 1920-21, 1921-22, 1924-25, 1926-27, 1927-28, 1928-29, 1930-31, 1934-35, 1936-37, 1949-50, 1950-51, 1951-52, 1952-53, 1954-55, 1957-58, 1961-62, 1967-68, 1969-70, 1972-73, 1974-75, 1976-77, 1992-93, 2019-2020
- Coppa di Malta: 21

1937-1938, 1944-1945, 1946-1947, 1948-1949, 1949-1950, 1952-1953, 1953-1954, 1954-1955, 1956-1957, 1957-1958, 1960-1961, 1965-1966, 1966-1967, 1971-1972, 1980-1981, 1992-1993, 1993-1994, 2010-2011, 2016-2017, 2021-2022
- Supercoppa di Malta: 2

1993, 2017
- First Division: 1

1985-1986

### Altri piazzamenti
- Campionato maltese:

Secondo posto: 1922-1923, 1925-1926, 1935-1936, 1937-1938, 1953-1954, 1955-1956, 1965-1966, 1968-1969, 1971-1972, 1975-1976, 1991-1992, 1993-1994, 2010-2011, 2021-2022, 2023-2024
Terzo posto: 1944-1945, 1945-1946, 1946-1947, 1956-1957, 1959-1960, 1966-1967, 1973-1974, 1979-1980, 1990-1991, 1995-1996, 1996-1997, 2024-2025
- Coppa di Malta:

Finalista: 1934-1935, 1935-1936, 1955-1956, 1959-1960, 1964-1965, 1973-1974, 1976-1977, 1977-1978, 1978-1979, 1987-1988, 1988-1989, 2005-2006, 2010-2011, 2023-2024
Semifinalista: 2007-2008, 2019-2020, 2024-2025
- Supercoppa di Malta:

Finalista: 1994, 2011, 2022
- Centenary Cup:

Finalista: 2000

## Statistiche

### Statistiche nelle competizioni UEFA
Il Floriana vanta 31 partecipazioni alle coppe europee, con l'esordio datato 1961; in quella data, la squadra fu eliminata dagli ungheresi dell'Újpest nel turno preliminare di Coppa delle Coppe, e fu il primo club maltese ad ospitare un match internazionale sull'isola. L'anno successivo vide l'esordio dei bianco-verdi in Coppa dei Campioni, con l'eliminazione questa volta patita ad opera degli inglesi dell'Ipswich Town.
Il Floriana è riuscito a passare il turno solamente in tre occasioni, la prima delle quali nella Champions League 1993-94 (con una doppia vittoria ai danni dei lituani dell'Ekranas. Nel turno successivo la squadra riuscì ad ottenere un pareggio interno (0-0) con i campioni del Portogallo del Porto, che non ne evitò comunque l'eliminazione. Nel 1999 la squadra riuscì a qualificarsi per la seconda volta al turno successivo in una competizione europea, questa volta ai danni dei gallesi dell'Aberystwyth Town in Coppa Intertoto. Nel 2020, eliminando i nordirlandesi del Linfield grazie ad una vittoria in trasferta per 1-0, il Floriana ha raggiunto per la prima volta il terzo turno in una competizione europea; la squadra è stata poi eliminata al turno successivo perdendo ai rigori contro gli estoni del Flora Tallinn.
Tra gli altri risultati degni di nota si riportano una vittoria per 1-0 contro il Ferencváros nella Coppa delle Coppe 1972-73, un 1-1 ottenuto contro i campioni di Grecia del Panathīnaïkos nella Coppa dei Campioni 1977-78 e, in tempi più recenti, un pareggio interno per 3-3 con i serbi della Stella Rossa nel primo turno della Europa League 2017-18.
Tabella aggiornata al 15 luglio 2022.
| Competizione                        | Partecipazioni | G  | V | N | P  | RF | RS |
| ----------------------------------- | -------------- | -- | - | - | -- | -- | -- |
| Coppa dei Campioni/Champions League | 8              | 17 | 2 | 5 | 12 | 5  | 53 |
| Coppa delle Coppe                   | 10             | 20 | 1 | 3 | 16 | 12 | 74 |
| Coppa UEFA/UEFA Europa League       | 8              | 16 | 1 | 3 | 12 | 8  | 52 |
| Conference League                   | 1              | 2  | 0 | 1 | 1  | 0  | 1  |
| Coppa Intertoto                     | 4              | 14 | 1 | 5 | 9  | 9  | 30 |

### Incontri con squadre italiane
Il Floriana ha incontrato solamente una volta una squadra italiana in una competizione ufficiale UEFA. In quell'occasione, è stato eliminato dall'Inter al primo turno della Coppa delle Coppe 1978-79, con un punteggio complessivo di 1-8.

## Tifoseria

### Gemellaggi e rivalità
La rivalità tradizionalmente più sentita è quella nei confronti del Valletta, le cui radici sono da ricercarsi nella vicinanza geografica fra le rispettive città, che confinano l'una con l'altra, e nei frequenti scontri al vertice fra le due squadre. La partita viene spesso soprannominata derby, e vede la partecipazione di numerosi tifosi a supporto delle due squadre. 
Per ragioni storiche (le due squadre dominarono di fatto il calcio maltese dai suoi esordi fino agli anni '70), è presente una rivalità anche nei confronti degli Sliema Wanderers; lo scontro fra le due squadre è spesso chiamato Old Firm, con riferimento al tradizionale scontro fra Celtic e Rangers in Scozia.
La rivalità presente all'inizio del '900 fra i biancoverdi ed il St. George's Football Club, le due squadre più antiche del paese, si è andata appannando col tempo, a causa del declino della compagine di Cospicua.